# خانه سلماسی (مشهد)
خانهٔ سلماسی؛ نام خانه‌ای تاریخی مربوط به دورهٔ پهلوی است و در شهرستان مشهد، شهر مشهد، حاشیه خیابان جنت، نرسیده به کوچهٔ ساسان واقع شده و این اثر در تاریخ ۱۱ مرداد ۱۳۸۴ با شمارهٔ ثبت ۱۲۳۷۶ به‌عنوان یکی از آثار ملی ایران به ثبت رسیده‌است.